# ヒヨドリバナ
ヒヨドリバナ（鵯花、山蘭、学名：Eupatorium makinoi ）とはキク科の多年草。日本各地の林道の脇、草原や渓流沿いなどの日当たりの良い場所に自生する。ヒヨドリが鳴く頃に開花することから、この和名になったとされる。

## 特徴
高さは1-2mほどになる。葉は対生し、短い葉柄をもつ。葉の両面には、まばらに縮れた毛があり、裏面には腺点がある。葉の形は卵状長楕円形で先が短く尖り、長さは10-18cm、幅は3-8cmになる。頭花は、ややまばらな房状につき、少数の筒状花からなる。花期は8-10月頃である。総苞は、長さ5-6mmになる。白色の冠毛をもつそう果は、長さ3mmになり、腺点と毛がある。
フジバカマに似ているが、フジバカマの葉は3裂するのに対して本種は裂けないので区別できる。
ヒヨドリバナは、無性生殖型と有性生殖型があり、形態に変異が多い。

## 画像

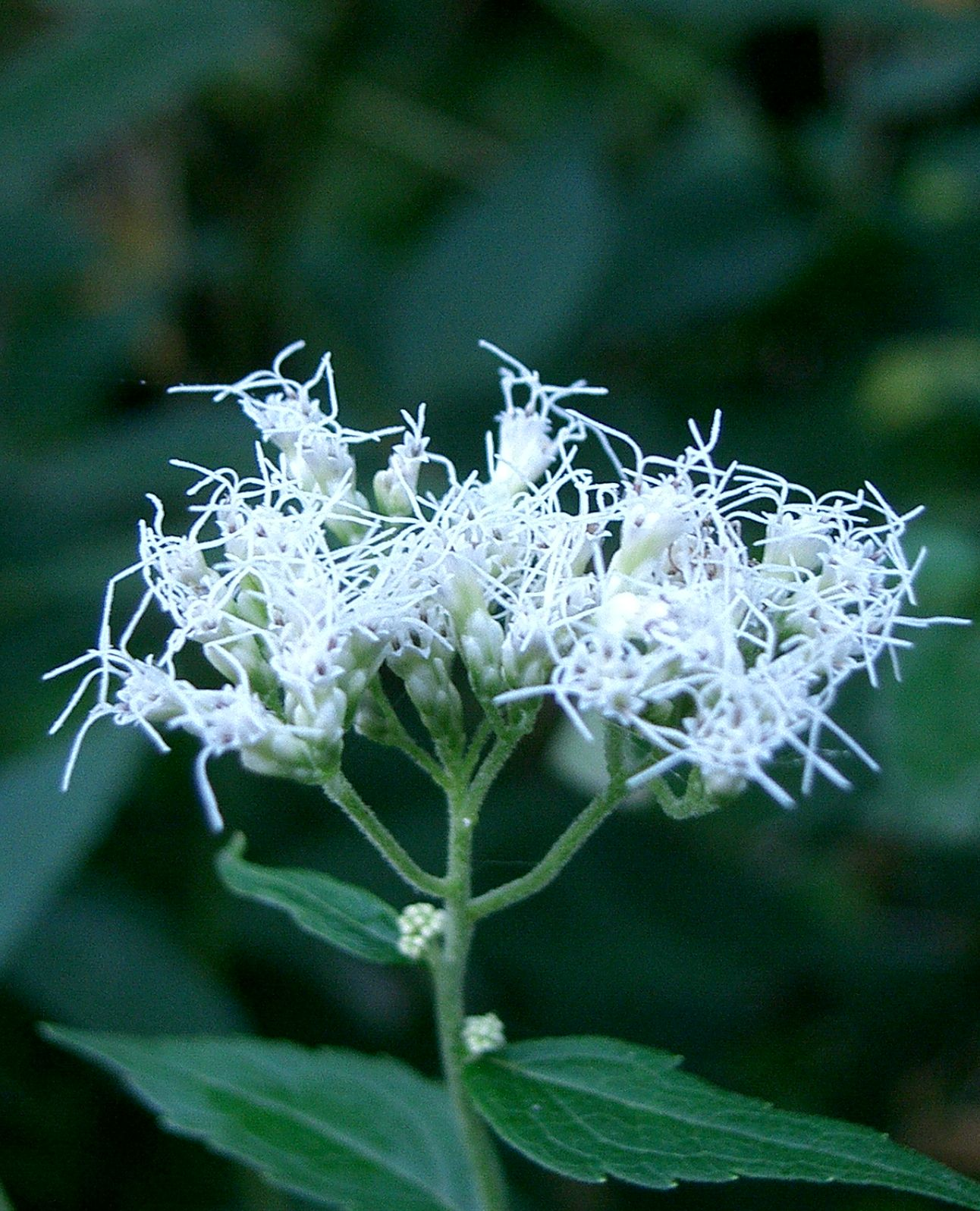
頭花
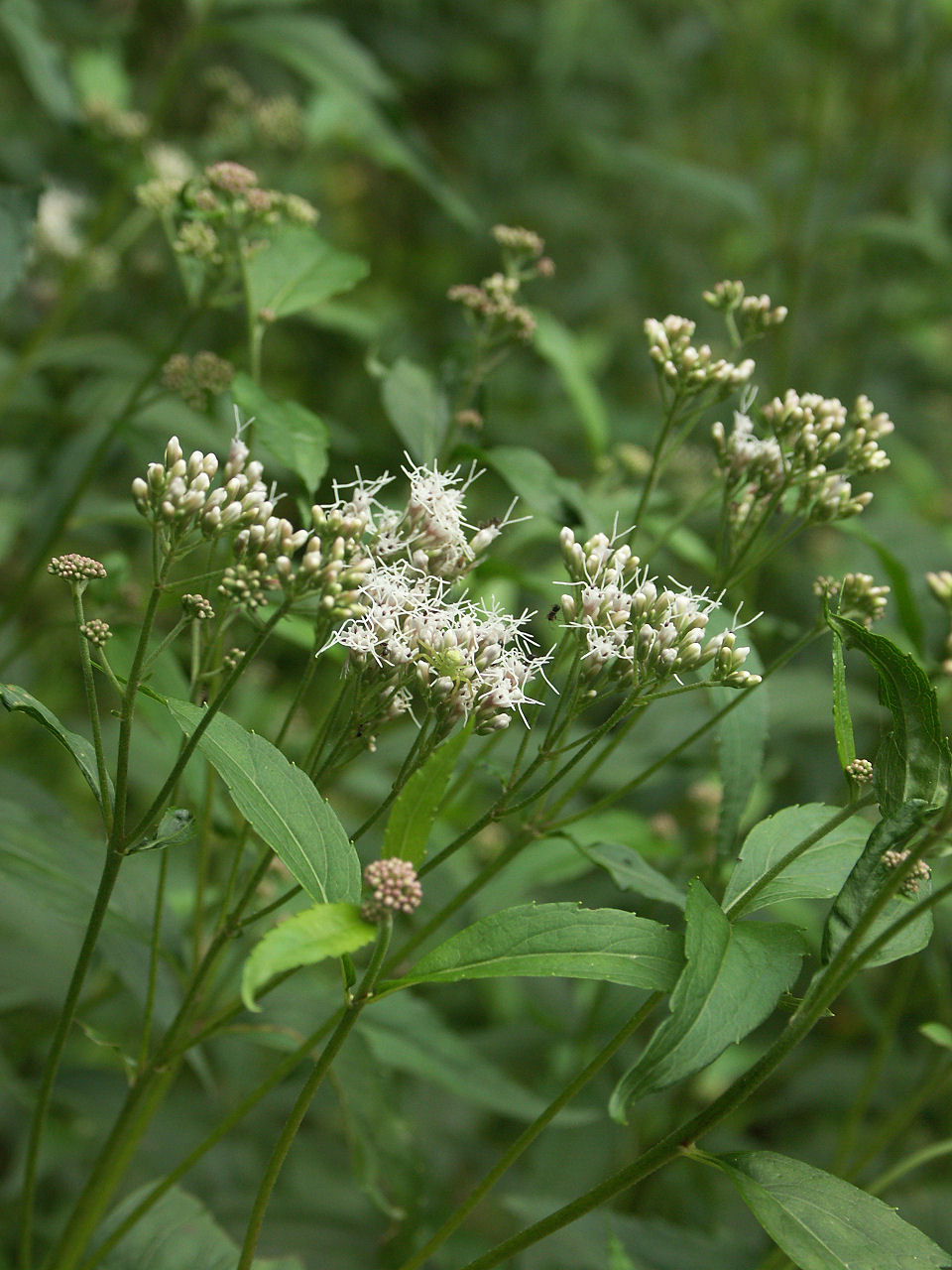